# Henri Lansbury
Henri George Lansbury (sinh ngày 12 tháng 10 năm 1990) là một cựu cầu thủ bóng đá chuyên nghiệp người Anh từng thi đấu ở vị trí tiền vệ.